# Andreaea dissitifolia
Andreaea dissitifolia är en bladmossart som beskrevs av Brotherus 1916. Andreaea dissitifolia ingår i släktet sotmossor, och familjen Andreaeaceae. Inga underarter finns listade i Catalogue of Life.